# Pseudotaxiphyllum homomallifolium
Pseudotaxiphyllum homomallifolium är en bladmossart som beskrevs av Robert Root Ireland 1991. Pseudotaxiphyllum homomallifolium ingår i släktet Pseudotaxiphyllum och familjen Plagiotheciaceae. Inga underarter finns listade i Catalogue of Life.